# Erik Moliin
Erik Lorentz Moliin, född 20 mars 1855 i Östra Vemmerlöv, Kristianstads län, död 15 januari 1933 i Södra Åsum, Malmöhus län, var en svensk träsnidare.
Liksom sin far valde Moliin att bli militär och nådde graden fanjunkare innan han 1888 tog avsked för att på heltid ägna sig åt träsnideri. Han var liksom Döderhultaren autodidakt och var till en början den lokala befolkningens konstnär. Hans snidade träfigurer består till stor del av bönder, knektar, fattighjon och präster. De snidade gubbarna och gummorna kännetecknas av en bred humor men även en godmodig elakhet förekommer i hans porträttsniderier. Stilmässigt räknades hans sniderier inte till den högre konsten, men de är utförda i en långt driven teknisk färdighet. Under sin livstid blev han mest känd för sina snidade nötknäppare och han uppskattade själv att han snidade mellan 20 000 och 25 000 stycken. Han var inte själv upphovsman till nötknäpparen utan har hämtat den från gamla föregångare i den skånska folkkonsten som han senare vidareutvecklade med sniderier. Bland hans kunder av nötknäppare märks Svenska kungahuset, Anders Zorn och August Strindberg. Han medverkade eller var representerad i flera utställningar och vid Parisutställningen 1900 tilldelades han den stora guldmedaljen bland de övriga större utställningarna där hans sniderier var representerade märks Chicagoutställningen 1893 och Lundautställningen 1907. 